# 2001年オーストラリアグランプリ
2001年オーストラリアグランプリは、2001年F1世界選手権の開幕戦として、2001年3月4日にアルバート・パーク・サーキットで開催された。これは第66回目のオーストラリア・グランプリであった。レースはフェラーリ・F2001を駆るミハエル・シューマッハが制したが、このレースはコースマーシャルのグラハム・ビヴァリッジが死亡したことで知られることとなった。

## レース
ミハエル・シューマッハはプラクティス・セッションの間、車のロールに悩まされたものの、ポールポジションを獲得しレースをリードした。チームメイトのルーベンス・バリチェロはスタートに失敗し、1コーナーまでに2位から5位へと順位を下げる。バリチェロはジョーダンのハインツ＝ハラルド・フレンツェンをパスしようとし、フレンツェンはスピンを喫する。この時点でミカ・ハッキネンが2位を走行する。
アロウズの新人、エンリケ・ベルノルディは3周目に1コーナーのウォールに接触、スピンしリタイアする。4周目、BARのジャック・ヴィルヌーヴがウィリアムズのラルフ・シューマッハに追突する。ヴィルヌーヴのマシンはコース脇のコンクリートウォールに向かって飛び、ホイールと車体をはじいて壁沿いに停止した。ラルフ・シューマッハはスピンしてコースと縁石に車体底部を打ち付けた後コース脇のグラベルに飛び出し、リアウィングと左リアサスを損傷、レースに復帰することはできなかった。
ヴィルヌーヴ車のホイールがコースマーシャルのグラハム・ビヴァリッジに当たり、ビヴァリッジは重傷を負った。レースは中断されなかったが、直ちにセーフティーカーが導入され、ビヴァリッジが収容された10周目までセーフティーカーがレースをコントロールした。ビヴァリッジは病院に搬送されたが、死亡した。
再スタート後、シューマッハはハッキネンとバリチェロを引き離してレースを再びリードした。ハッキネンのレースは25周目に右フロントサスの破損のために終了した。ハッキネンはスピンを喫し、タイヤバリアーに突っ込みリタイアした。シューマッハは依然トップを快走し、デヴィッド・クルサードが急速に追い上げバリチェロをパスした。バリチェロはレース後、レースの間中ハンドリングの問題に悩まされていたと話した。シューマッハはそのままクルサードとバリチェロを従え勝利した。シューマッハは当初マーシャルの死を知らず、勝利を喜んでいたが、表彰台に上がる前にその事実を知らされた。入賞した3名はマーシャルの死を知り、表彰台では暗いムードであった。ビヴァリッジとその家族に対する追悼の意を表すため、シャンパンファイトは行われなかった。
ザウバーのニック・ハイドフェルドが4位でフィニッシュし、F1における初のポイントを獲得、チームメイトのキミ・ライコネンもデビュー戦を6位で終えた。ライコネンにとってこのレースは24回目のレースであった。オリビエ・パニスとヨス・フェルスタッペンはイエローフラッグの間に追い越しを行ったとして25秒のペナルティが加算された（パニスは4位、フェルスタッペンは9位でのフィニッシュであった）。
このレースはミシュランの復帰第1戦であった。ジャガーのルチアーノ・ブルティが8位でフィニッシュし、これがミシュラン勢の最高位であった。

## 予選
| 1                   | 1  | ミハエル・シューマッハ           | フェラーリ              | 1:26.892 | -       |
| 2                   | 2  | ルーベンス・バリチェロ           | フェラーリ              | 1:27.263 | +0.371  |
| 3                   | 3  | ミカ・ハッキネン                 | マクラーレン-メルセデス | 1:27.461 | +0.569  |
| 4                   | 11 | ハインツ＝ハラルド・フレンツェン | ジョーダン-ホンダ       | 1:27.658 | +0.766  |
| 5                   | 5  | ラルフ・シューマッハ             | ウィリアムズ-BMW        | 1:27.719 | +0.827  |
| 6                   | 4  | デヴィッド・クルサード           | マクラーレン-メルセデス | 1:28.010 | +1.118  |
| 7                   | 12 | ヤルノ・トゥルーリ               | ジョーダン-ホンダ       | 1:28.377 | +1.485  |
| 8                   | 10 | ジャック・ヴィルヌーヴ           | B・A・R-ホンダ          | 1:28.435 | +1.543  |
| 9                   | 9  | オリビエ・パニス                 | B・A・R-ホンダ          | 1:28.518 | +1.626  |
| 10                  | 16 | ニック・ハイドフェルド           | ザウバー-ペトロナス     | 1:28.615 | +1.723  |
| 11                  | 6  | ファン・パブロ・モントーヤ       | ウィリアムズ-BMW        | 1:28.738 | +1.846  |
| 12                  | 18 | エディ・アーバイン               | ジャガー-コスワース     | 1:28.965 | +2.073  |
| 13                  | 17 | キミ・ライコネン                 | ザウバー-ペトロナス     | 1:28.993 | +2.101  |
| 14                  | 22 | ジャン・アレジ                   | プロスト-エイサー       | 1:29.893 | +3.001  |
| 15                  | 14 | ヨス・フェルスタッペン           | アロウズ-アジアテック   | 1:29.934 | +3.042  |
| 16                  | 8  | ジェンソン・バトン               | ベネトン-ルノー         | 1:30.035 | +3.143  |
| 17                  | 7  | ジャンカルロ・フィジケラ         | ベネトン-ルノー         | 1:30.209 | +3.317  |
| 18                  | 15 | エンリケ・ベルノルディ           | アロウズ-アジアテック   | 1:30.520 | +3.628  |
| 19                  | 21 | フェルナンド・アロンソ           | ミナルディ-ヨーロピアン | 1:30.657 | +3.765  |
| 20                  | 23 | ガストン・マッツァカーネ         | プロスト-エイサー       | 1:30.798 | +3.906  |
| 21                  | 19 | ルチアーノ・ブルティ             | ジャガー-コスワース     | 1:30.978 | +4.086  |
| 107% time: 1:32.974 |    |                                  |                         |          |         |
| 22                  | 20 | タルソ・マルケス                 | ミナルディ-ヨーロピアン | 1:33.228 | +6.3361 |

1.^ タルソ・マルケスは予選最速タイムの107%に入らなかったが、決勝への出走を認められた。

## 結果
| 順位     | No | ドライバー                       | チーム                  | 周回 | タイム         | グリッド | ポイント |
| -------- | -- | -------------------------------- | ----------------------- | ---- | -------------- | -------- | -------- |
| 1        | 1  | ミハエル・シューマッハ           | フェラーリ              | 58   | 1:38:26.533    | 1        | 10       |
| 2        | 4  | デヴィッド・クルサード           | マクラーレン-メルセデス | 58   | +1.717         | 6        | 6        |
| 3        | 2  | ルーベンス・バリチェロ           | フェラーリ              | 58   | +33.491        | 2        | 4        |
| 4        | 16 | ニック・ハイドフェルド           | ザウバー-ペトロナス     | 58   | +1:11.479      | 10       | 3        |
| 5        | 11 | ハインツ＝ハラルド・フレンツェン | ジョーダン-ホンダ       | 58   | +1:12.807      | 4        | 2        |
| 6        | 17 | キミ・ライコネン                 | ザウバー-ペトロナス     | 58   | +1:24.143      | 13       | 1        |
| 7        | 9  | オリビエ・パニス                 | B・A・R-ホンダ          | 58   | +1:27.050      | 9        |          |
| 8        | 19 | ルチアーノ・ブルティ             | ジャガー-コスワース     | 57   | +1 Lap         | 21       |          |
| 9        | 22 | ジャン・アレジ                   | プロスト-エイサー       | 57   | +1 Lap         | 14       |          |
| 10       | 14 | ヨス・フェルスタッペン           | アロウズ-アジアテック   | 57   | +1 Lap         | 15       |          |
| 11       | 18 | エディ・アーバイン               | ジャガー-コスワース     | 57   | +1 Lap         | 12       |          |
| 12       | 21 | フェルナンド・アロンソ           | ミナルディ-ヨーロピアン | 56   | +2 Laps        | 19       |          |
| 13       | 7  | ジャンカルロ・フィジケラ         | ベネトン-ルノー         | 55   | +3 Laps        | 17       |          |
| 14       | 8  | ジェンソン・バトン               | ベネトン-ルノー         | 52   | 電気系統       | 16       |          |
| リタイヤ | 6  | ファン・パブロ・モントーヤ       | ウィリアムズ-BMW        | 40   | エンジン       | 11       |          |
| リタイヤ | 12 | ヤルノ・トゥルーリ               | ジョーダン-ホンダ       | 38   | エンジン       | 7        |          |
| リタイヤ | 3  | ミカ・ハッキネン                 | マクラーレン-メルセデス | 25   | サスペンション | 3        |          |
| リタイヤ | 5  | ラルフ・シューマッハ             | ウィリアムズ-BMW        | 4    | 接触           | 5        |          |
| リタイヤ | 10 | ジャック・ヴィルヌーヴ           | B・A・R-ホンダ          | 4    | 接触           | 8        |          |
| リタイヤ | 20 | タルソ・マルケス                 | ミナルディ-ヨーロピアン | 3    | バッテリー     | 22       |          |
| リタイヤ | 15 | エンリケ・ベルノルディ           | アロウズ-アジアテック   | 2    | スピン         | 18       |          |
| リタイヤ | 23 | ガストン・マッツァカーネ         | プロスト-エイサー       | 0    | ブレーキ       | 20       |          |

## 開幕戦終了時点でのランキング
| 順位 | ドライバー                       | ポイント |
| ---- | -------------------------------- | -------- |
| 1    | ミハエル・シューマッハ           | 10       |
| 2    | デヴィッド・クルサード           | 6        |
| 3    | ルーベンス・バリチェロ           | 4        |
| 4    | ニック・ハイドフェルド           | 3        |
| 5    | ハインツ＝ハラルド・フレンツェン | 2        |

| 順位 | コンストラクター        | ポイント |
| ---- | ----------------------- | -------- |
| 1    | フェラーリ              | 14       |
| 2    | マクラーレン-メルセデス | 6        |
| 3    | ザウバー-ペトロナス     | 4        |
| 4    | ジョーダン-ホンダ       | 2        |

- 注：ドライバー、コンストラクター共にトップ5のみ表示。